# Radu Boroianu
Radu Boroianu (n. 20 septembrie 1942, București, România) este un om de cultură și politician român, fost senator  în legislatura 1996-2000 când a fost ales în județul Ilfov pe listele partidului PNL.
Născut la 20 septembrie 1942 la București, ultim descendent a două ramuri din vechile familii românești Boroianu și Burillianu (Burileanu).
Absolvent al Liceului Dimitrie Cantemir din București, 1960; absolvent al Institutului de Artă Teatrală și Cinematografică I.L.Caragiale, Facultatea de Regie 1968; studii de Psiho-Sociologie.
Membru al Asociației Oamenilor de Teatru din 1968; Membru UNITER (Uniunea teatrală din România) din 1990.

## Activitate profesională
Colaborări cu teatre din țară și străinătate, cu Televiziunea Română și Teatrul Radiofonic.
Publică cronici și eseuri teatrale, traduceri și studii introductive în volume din literatura franceză (1967–1990). 
Regizor de teatru și director artistic la teatrele Țăndărică, Ion Vasilescu și Al. Davila (1968–1990).
Redactor șef și apoi director al cotidianului ”Viitorul Românesc”.
Președinte al Trustului de Presă și al Editurii Viitorul Românesc (1991-1994).
Fondator al Societății Comerciale RB Product (cercetare – proiectare și construcții case din lemn 1992-1994).
Ministru al Informațiilor Publice și Senator PNL (1996-1997).
Președinte al Institutului Pentru Liberă Inițiativă (2002–2005).
Vicepreședinte Relații Publice și Internaționale al RP Internațional cu sediul la Paris (2006–2008).
Președinte-Director General și fondator al Casei de Licitații ”Artmark” și al Galeriilor Art Society și Point Contemporary (2008–2010).
Organizator și Președinte al ACOAR, Asociația Comercianților de Opere de Artă din România, membră a Asociației Internaționale a Negociatorilor de Obiecte de Artă, CINOA ( 2009 ). Administrator al Galeriei European Art Gallery alături de Mihai Covaci și Jan de Maere (2010 - prezent).
Președintele Institutului Cultural Român (de actualitate in septembrie 2015).

## Activitate politică
Se alătură PNL odată cu reînființarea sa.
Vicepreședinte fondator al PNL Aripa Tânără, apoi al NPL (1990–1994).
Secretar de Stat la Ministerul Culturii (1990–1992).
Vicepreședinte al PNL după Congresul de reunificare și Președinte al Comitetului de Susținere al Președintelui Emil Constantinescu (1994-1997).
Senator PNL de Ilfov în legislatura 1996-2000. Ademisionat din Senat pe data de 12 iunie 1997 și a fost înlocuit de senatorul Emilian Brânzan. În cadrul activității sale parlamentare, Radu Boroianu a fost membru în grupul parlamentar de prietenie cu Republica Franceză-Senat.
Ambasador al României în Elveția (1997–2001) unde inițiază printre altele amplasarea cu fonduri private a două creații ale sculptoriței de origine română Andreea Bove, bustul monumental al lui Mihai Eminescu de la Vevey și cel al lui Yehudi Menuhin de la Gstaad.
Secretar de Stat pentru Francofonie.
Reprezentant personal al Președintelui României în Consiliul OIF (2005).

## Distincții obținute
- Cavaler al Legiunii de Onoare, Franța (1998)
- Ordinul Național “Pentru Merit” în grad de Comandor (1 decembrie 2000 [1])